# Боярс, Янис
Я́нис Бо́ярс (латыш. Jānis Bojārs; 12 мая 1956, Курмальская волость, Кулдигский район — 5 июня 2018) — советский латышский легкоатлет, специалист по толканию ядра. Выступал за сборную СССР по лёгкой атлетике в 1980-х годах, двукратный чемпион Европы в помещении, бронзовый призёр Всемирных легкоатлетических игр в помещении в Париже, многократный победитель первенств всесоюзного и республиканского значения, рекордсмен Латвии.

## Биография
Янис Боярс родился 12 мая 1956 года в Курмальской волости. Занимался лёгкой атлетикой с детства, проходил подготовку под руководством тренера Виталия Умбрашко.
Впервые заявил о себе в лёгкой атлетике в сезоне 1978 года, установив в толкании ядра рекорд Латвии, который впоследствии обновлялся им 16 раз.
В 1981 году одержал победу на чемпионате СССР в Минске.
В 1982 году вновь был лучшим в зачёте советского национального первенства, вошёл в основной состав советской сборной и побывал на чемпионате Европы в Афинах, откуда привёз награду серебряного достоинства — здесь его превзошёл только восточногерманский толкатель Удо Байер.
На чемпионате СССР 1983 года в Москве Боярс в третий раз подряд стал лучшим толкателем ядра. Также в этом сезоне он одержал победу на европейском первенстве в помещении в Будапеште и занял пятое место на чемпионате мира в Хельсинки. Одержал победу на VIII летней Спартакиаде народов СССР в Москве.
В 1984 году на всесоюзном первенстве в Москве завоевал серебряную медаль, уступив представителю Белоруссии Сергею Каснаускасу. При этом на чемпионате Европы в помещении в Гётеборге снова одолел всех соперников и получил золото. На домашних соревнованиях в Риге установил новый рекорд Латвии, толкнув ядро на 21,74 метра — этот рекорд до сих пор не побит. Находясь в числе лидеров советской сборной, рассматривался в качестве кандидата на участие в летних Олимпийских играх в Лос-Анджелесе, однако Советский Союз отказался от участия в этих соревнованиях по политическим причинам.
В 1985 году добавил в послужной список бронзовую награду, добытую на Всемирных легкоатлетических играх в помещении в Париже, тогда как на европейском первенстве в помещении в Пирее показал четвёртый результат, остановившись в шаге от призовых позиций. На чемпионате СССР в Кишинёве вновь стал серебряным призёром — на сей раз его обошёл литовец Донатас Стуконис.
На чемпионате СССР 1986 года в Москве вновь был лучшим в толкании ядра, в то время как на чемпионате Европы в помещении в Мадриде занял в итоговом протоколе четвёртое место.
После завершения спортивной карьеры Янис Боярс имел проблемы со здоровьем, испытывал финансовые трудности. В одном из поздних интервью признался, что в течение своей спортивной карьеры использовал допинг.
Умер 5 июня 2018 года в возрасте 62 лет.